# Bleddyn ap Cynfyn

Wappen von Bleddyn ap Cynfyn

Bleddyn ap Cynfyn († 1075) war ein König der walisischen Fürstentümer Powys und Gwynedd. 
Bleddyn war der Sohn von Cynfyn ap Gwerstan, eines Adligen aus Powys und Angharad, der Witwe von Llywelyn ap Seisyll und Tochter von Maredudd ab Owain, einem König von Deheubarth. Über seine Mutter war er ein Halbbruder des walisischen Fürsten Gruffydd ap Llywelyn.
Bleddyn und sein Bruder Rhiwallon waren Gefolgsmänner ihres Halbbruders Gruffydd und Verbündete des angelsächsischen Königs Eduard des Bekenners. Nach Gruffydds Tod 1063 setzte Eduard ihn und Rhiwallon als Vasallenkönige ein. Bleddyn unterstützte die Angelsachsen im Kampf gegen die normannischen Eroberer. 1067 unternahm er zur Unterstützung von Eadric Cild einen Raubzug nach Herefordshire, 1068 unterstützte er die Rebellion von Edwin und Morcar gegen Wilhelm den Eroberer. 1070 mussten Bleddyn und sein Bruder Rhiwallon eine Herausforderung in ihrer Heimat annehmen, als Maredudd und Ithel, die beiden Söhne Gruffydd ap Llywelyns einen Teil vom Reich ihres Vaters forderten. In der Schlacht von Mechain konnte Bleddyn sie besiegen und töten, doch sein Bruder Rhiwallon fiel ebenfalls. Damit war Bleddyn zum alleinigen König von Powys und Gwynedd geworden, doch geriet er ab 1071 immer stärker unter normannischen Druck. Ab 1071 eroberte Robert of Rhuddlan Nordostwales und überraschte Bleddyn mit einem Angriff, dem dieser nur knapp entkam. 

Die walisischen Fürstentümer im 11. Jahrhundert

1075 wurde Bleddyn in einem Krieg gegen Rhys ab Owain von Deheubarth und den verbündeten Häuptlingen von Ystrad Tywi getötet. Nach seinem Tod zerfiel sein Reich. Sein Nachfolger in Gwynedd wurde sein Cousin Trahern ap Caradog, der Rhys ap Owain 1078 in der Schlacht von Goodwick besiegen konnte. In Powys konnte sein Sohn Madog und später seine anderen Söhne die Herrschaft behaupten. Unter ihnen und ihren Enkeln wurde Powys in der ersten Hälfte des 12. Jahrhunderts zum führenden walisischen Fürstentum. 
Bleddyn gilt als einer der wenigen walisischen Fürsten, die neue Gesetze erließen. Er hatte von mindestens vier verschiedenen Frauen mindestens fünf Söhne und vier Töchter, darunter
- Madog
- Rhiryd
- Cadwgan
- Iorwerth
- Maredudd